# Il Piccolo Missionario
Il Piccolo Missionario (PM) è una rivista per bambini e ragazzi dagli 8 ai 15 anni redatta dai missionari comboniani che si occupa di informare i lettori dei problemi del Sud del mondo, specialmente dell'Africa, che conta anche molti lettori adulti.
Il PM non è distribuito nelle edicole, ma si può ricevere soltanto tramite abbonamento.
Insieme alla rivista, è disponibile anche un diario scolastico annuale, che ogni anno tratta un tema differente, sempre sull'argomento delle missioni cristiane.

## Storia
È la rivista inglese My Little Missionary a ispirare Il Piccolo Missionario (all'inizio sottotitolato Mensile Illustrato per la Gioventù), una rivista missionaria con lo scopo di sensibilizzare anche i più piccoli al tema delle missioni.
Il primo numero della rivista comboniana appare nel gennaio 1927.
Il mensile è pensato per bambini e ragazzi fino ai 15 anni e, nonostante inizialmente a scopo solo "vocazionale", diventa in seguito attento all'intrattenimento didattico, all'informazione e attualità riguardanti i paesi africani. Col passare degli anni rinnova il suo aspetto per attirare l'attenzione dei giovani di ogni generazione e cambia il titolo: nel 1984, Il piccolo missionario diventa sottotitolo di Piemme; ora semplicemente PM.
Il Piccolo Missionario ha promosso e promuove numerose missioni cristiane. Dal 4 settembre 2007 è presente con un proprio canale su YouTube.

### La copertina
1. Dal gennaio 1931 la copertina iniziò a riportare fotografie in bianco e nero di paesaggi africani, al posto dell'immagine di Gesù Bambino.
2. Dal 1938 al 1948 la copertina ritornò a rappresentare Gesù.
3. Poi tornarono i paesaggi africani come immagine di copertina.
4. Dal 1976 appare in copertina il personaggio dei fumetti Nerofumo, già personaggio storico dei fumetti de Il Piccolo Missionario.

## Riviste comboniane per bambini in altri Paesi
- Edizione canadese: Baobab
- Edizione inglese: Missions
- Edizione messicana: Aguiluchos
- Edizione portoghese: Audácia
- Edizione americana: Frontier Call
- Edizione spagnola: Aguiluchos